# Szalay Zoltán (újságíró, 1955)
Szalay Zoltán László (Pásztó, 1955. március 15. –) a Magyar Érdemrend lovagkeresztjével (polgári tagozat) kitüntetett újságíró, szerkesztő, jogász, a Népújság (Eger), később a Heves Megyei Hírlap újságírója, szerkesztője, ezt követően felelős szerkesztője, majd vezető szerkesztője és lapszerkesztője, jelenleg külsős bűnügyi tudósítója, katonai szolgálata alatt az Igaz Szó munkatársa

## Életpályája
Édesanyja (Balogh Gizella tanárnő) nagymamájával (Károly Mária tanítónő) és nagynénjével (Balogh Viktória főiskolai docens) nevelte fel, miután édesapjától (Szalay István általánosi iskolai igazgató) elvált.
Pásztón nőtt fel, a 7. osztályig itt járta az általános iskolát, később Egerbe költözött a család. A 8. osztályt már a IV. számú Jurij Gagarin Általános Iskolában végezte. A Gárdonyi Géza Gimnázium és Szakközépiskola biológia tagozatán tanult, és az érettségi vizsgáját is ebben az intézményben tette le. A biológián kívül a magyar, a történelem, a sport és az ének-zene állt hozzá igazán közel.
Középiskolás éveiben sportolt: az Egri Dózsa utánpótlás-csapatában volt kapus, ezen kívül kosárlabdázott is. Bassó Annamária zongoratanár tanítványaként hét évig zongorázni tanult.
Az újságírás iránti érdeklődése a középiskola 2. évében kezdődött, ekkor már verseket, novellákat írt. A Népújság (Eger), ma Heves Megyei Hírlap szerkesztősége 1971-ben tette meg a lap középiskolai tudósítójának. Az első cikke A Kodály Daloskör Galántán címmel jelent meg, amely sajtóműfaját tekintve portré volt. Ezután nyaranta dolgozott a szerkesztőség alkalmazásában.
Két esztendővel később, 1973-ban egyetemi előfelvételisként 11 hónapig Kalocsán teljesített katonai szolgálatot. Ugyanebben az évben felvették a József Attila Tudományegyetem Állam- és Jogtudományi Karára (ma Szegedi Tudományegyetem). Tanulmányait itt 1974-ben kezdte meg. Ez év szeptemberétől 1977 februárjáig nappali tagozatos volt, később esti tagozaton folytatta a tanulmányait, mivel azzal párhuzamosan a Szegedi Egyetem című kéthetente megjelenő lapnak lett az újságírója. Ekkor már minden sajtóműfajban írhatott. Az általa is szervezett jogászvetélkedőn többek között első Grosics Gyula magyar válogatott futballkapussal készített interjút. A Szegedi Egyetem felelős szerkesztője, dr. Szabó Magdolna ajánlotta neki a nemes újságírói feladatot, és két és fél évig dolgoztak együtt. Ebben az időszakban is megmaradt a kapcsolata az egri Népújság szerkesztőségével, az egyetemi évek nyarán ugyanúgy írt a lapba, mint a középiskolai esztendőiben. Jogi diplomáját 1980-ban szerezte meg, cum laude minősítéssel.
Ezután a Magyar Újságírók Országos Szervezeténél (MÚOSZ) 1982-ben belpolitikai újságíró-oklevelet szerzett. Újságírói pályafutása 1979 és 2023 között tartott, ez utóbbi évben vonult nyugdíjba, ám azóta is ír, külsős újságíróként dolgozik, a Kéklámpások nyomában című oldalt szerkeszti, írja, olykor pedig kedvenc területén, a bűnügyön kívül más témájú cikkeket is ír.

## Díjai, kitüntetései
[forrás?]
- Sajtó Az Ifjúságért, Kiváló munkáért miniszteri kitüntetés (1991)
- Közbiztonságért Díj; II. fokozat (1991)
- Honvédelmi Emlékérem; II. fokozat (1991)
- Petőfi-díj (1993)
- Gyurkó Géza-díj (1998 és 2010)
- Heves Megyei Rendőr-főkapitányságtól díszkard (1991)
- A Magyar Érdemrend lovagkeresztje (polgári tagozat)[2]

## Egyéb tevékenységek
Sokáig az Európai Üzleti Szakközépiskola és Gimnázium óraadó tanára volt: leendő újságírókat oktatott; sajtóműfaj-ismereteket és jogot tanított. A Népújság és a Heves Megyei Hírlap gyakornokait szintén képezte.
Saját szerkesztésű kiadványai: Firtató, VIT-Vágta, Heves Megyei Almanach, Rendőr-kék